# Radio Eins
Pour les articles homonymes, voir Radio 1.
Radio Eins est une radio publique thématique allemande créée en 1997, du groupe Rundfunk Berlin-Brandenburg (RBB).

## Histoire

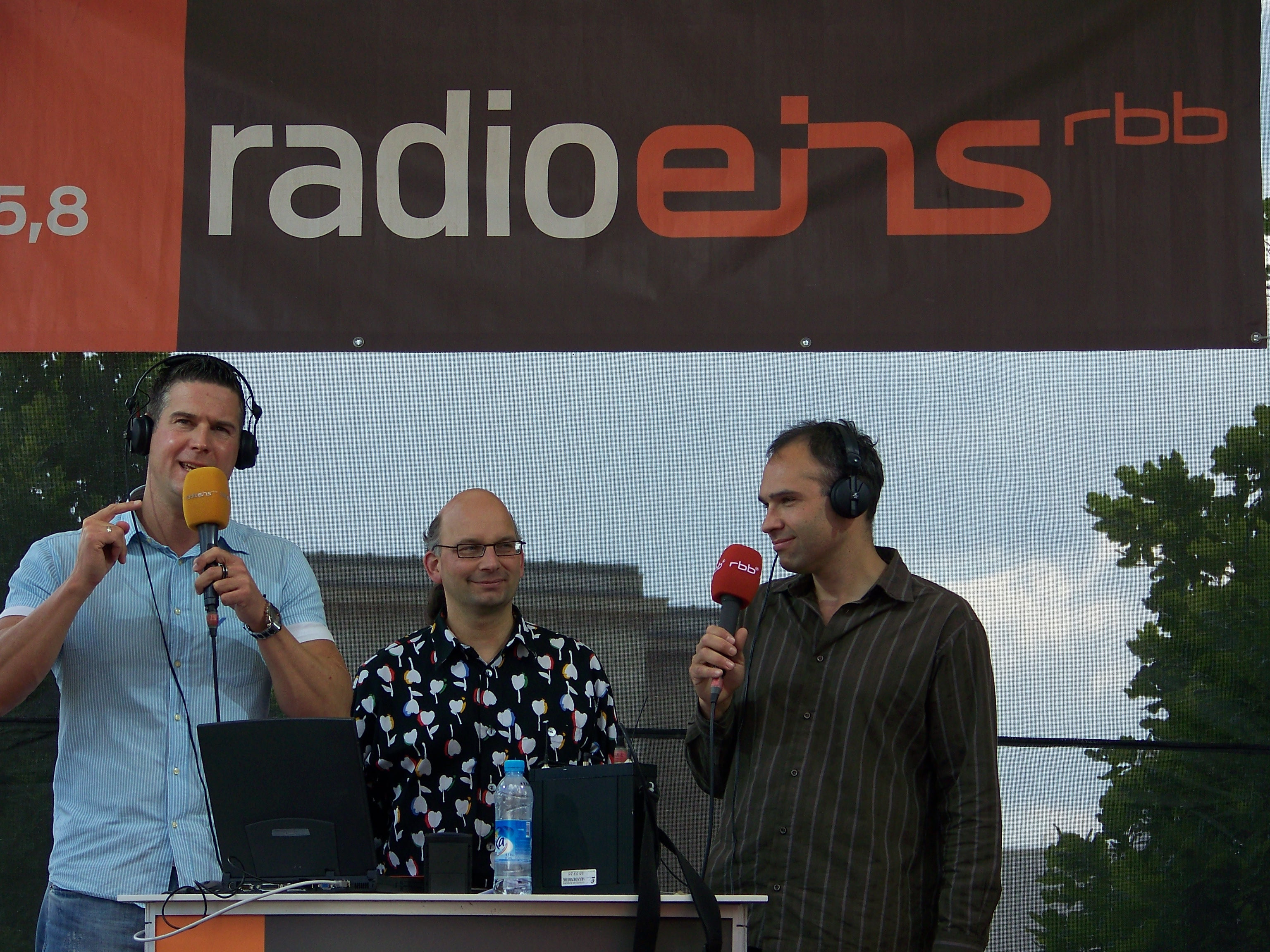
Diffusion en direct de Radio Eins lors de la Journée portes ouvertes RBB en 2008.

Radio Eins commence le 27 août 1997 sur les fréquences de Radio B Zwei (de) du groupe Sender Freies Berlin et de Radio Brandenburg du groupe Ostdeutscher Rundfunk Brandenburg (de) en diffusant de la musique pop et rock et de l'infodivertissement.
Par son travail éditorial et ses contributions qualitatives, la station contraste avec les radiodiffuseurs privés dans le paysage radiophonique de Berlin. Parmi les auditeurs cibles se trouvent les anciens auditeurs de Fritz (de) (la radio jeunesse de la RBB).
Le 2 juillet 2005, la radio assure la diffusion de Live 8. Radio Eins diffuse les meilleurs moments des autres villes ce jour de 14h00 à 4h00 du matin, en plus de la diffusion en direct du concert de la Colonne de la Victoire de Berlin.
En octobre 2011, à l’initiative du nouveau directeur du programme, Robert Skuppin, présentateur actif jusqu'en mai 2011 - principalement avec Volker Wieprecht - le contenu et la forme des programmes commencent à se renouveler, notamment avec de nouveaux animateurs.

## Identité visuelle

Logo de Radio Eins de 1997 à 2004
Logo de Radio Eins de 2004 à 2021
Logo de Radio Eins depuis 2021

## Fréquences
La radio peut être reçue à Berlin et dans le Brandebourg en FM et en DAB+.
Analogique (Très haute fréquence)
- Berlin et Potsdam : 95,8 MHz (diffusion de la Berliner Fernsehturm) avec 100 kW,
- Cottbus : 95,1 MHz avec 30 kW,
- Francfort-sur-l'Oder : 89,1 MHz avec 5 kW,
- Fläming : 99,3 MHz avec 30 kW,
- Prignitz : 99,9 MHz avec 10 kW
- Uckermark : 106,1 MHz avec 63 kW.

Digital (DAB+)
- Fernsehturm de Berlin : Canal 7D avec 10 kW
- Berlin-Scholzplatz : Canal 10B et 7D avec 10 kW
- Francfort-sur-l'Oder : Canal 10B avec 10 kW
- Pritzwalk : Canal 10B avec 10 kW
- Cottbus-Stadt : Canal 10B avec 1 kW

## Source de la traduction
- (de) Cet article est partiellement ou en totalité issu de l’article de Wikipédia en allemand intitulé « NDR Plus » (voir la liste des auteurs).